# Bugatti ID 90
Bugatti ID 90 – samochód sportowy skonstruowany przez włoskie przedsiębiorstwo Bugatti Automobili. Do napędu użyto jednostki V12 3,5 l 60V (5V cylinder), której moc maksymalna nie została ujawniona. Prędkość maksymalna wynosi 280 km/h, zaś przyspieszenie 0-100 km/h nie został ujawniony. Zamontowano w nim 2 siedzenia i 4 turbosprężarki IHI. Projekt pojazdu nie zafascynował prezesa Bugatti Automobili i projekt odrzucono. Autorem projektu został Giorgetto Giugiaro.

## Dane techniczne

### Silnik
- V12 3,5 l 60V 60° Quad turbo
- Moc maksymalna: b/d

### Osiągi
- Prędkość maksymalna: 280 km/h
- Przyspieszenie 0-100 km/h: b/d